# Dietrich Bischoff
Dietrich Bischoff (* 18. September 1907 in Varel; † 11. April 1949 in Göttingen) war ein deutscher Anglist, Historiker und Hochschullehrer.

## Leben und Wirken
Dietrich Bischoff studierte nach seiner Reifeprüfung in Wilhelmshaven ab 1925 Anglistik, Germanistik, Geschichte und Philosophie an den Universitäten Göttingen, Zürich, Durham und Heidelberg. 1932 legte er an das erste Staatsexamen für den höheren Schuldienst ab und war kurze Zeit im Jahre 1933 Studienreferendar in Oldenburg. Wegen einer Erkrankung musste er seine Referendarszeit abbrechen. Ab 1934 arbeitete er als Lektor für deutsche Sprache an der Universität Glasgow und gab u. a. an der dortigen Volkshochschule Kurse zur deutschen Sprache und Kultur. 1938 betrieb er einige Monate wissenschaftliche Studien am Britischen Museum. Im Jahre 1938 promovierte Bischoff an der Universität Heidelberg bei dem Historiker Willy Andreas. Ab 1939 war der dann als Lektor an der Universität Heidelberg tätig, außerdem arbeitete er einige Zeit am dortigen Dolmetscher-Institut. 1942 habilitierte er sich dann an der Universität Heidelberg im Fach Anglistik bei Harro de Wet Jensen und lehrte dort bis zum Kriegsende. Für das Wintersemester 1945/46 übernahm er eine Lehrstuhlvertretung an der Eberhard Karls Universität Tübingen und ließ sich 1947 an der Universität Göttingen umhabilitieren. Dort starb Bischoff im Frühjahr 1949 nach schwerer Krankheit.

## Veröffentlichungen
- Wilhelm Diltheys geschichtliche Lebensphilosophie. Mit einem Anhang: Die Kantdarstellung Diltheys. Teubner, Leipzig 1935.
- Ostfriesland in der deutschen Bewegung 1848–49 (= Abhandlungen und Vorträge zur Geschichte Ostfrieslands, Bd. 28). Friemann, Aurich 1938 (= Dissertation Universität Heidelberg).
- Deutsch und Französisch im britischen Bildungswesen unter besonderer Berücksichtigung der Entwicklung in Schottland. In: Internationale Zeitschrift für Erziehung, Jg. 1939, S. 180–204.
- Sir Thomas Browne (1605–1682) als Stilkünstler. in Beitrag zur Deutung der englischen Barockliteratur (= Anglistische Forschungen, Bd. 88). Winter, Heidelberg 1943.
- Shakespeare und Tolstoi. In: Die Sammlung. Zeitschrift für Kultur und Erziehung, Jg. 2 (1947), S. 134–143.
- Sterbegesang des Ehrwürdigen Beda. In: Ebd., S. 545–555.
- Hamlet. In: Die Sammlung, Jg. 3 (1948), S. 332–344.
- Shelley und das Problem der Klassik. In: Die Sammlung, Jg. 4 (1949), S. 620–633.